# 駅 (中森明菜の曲)
「駅」（えき）は、中森明菜の楽曲。竹内まりやが作詞・作曲を手掛け、中森へ提供した楽曲で、1986年発売の中森のアルバム『CRIMSON』に収録された。同アルバムの中でも好評な曲であったが、翌1987年に竹内がセルフカバーしてシングルとしても発売し、これによって一般的に広く知られるようになった。
かつての恋人の姿を駅で偶然見かけた女性が、隣の車両に乗り、降りるまでの間そっと彼のことを見続ける、という切ない恋の情景をマイナーコードにのせた「駅」は、多くの人々の支持を獲得し、他の歌手もその後カバーするなど人気曲になった。
竹内は自身のベスト・アルバム『Expressions』のライナーノーツの中で、作詞・作曲の経緯について以下のように述べている。
'86年に中森明菜さんのアルバム用の依頼が来た時、 テーブルに彼女の写真を並べて、情景イメージが出て来るまでずっと見つめていました。せつない恋物語が似合う人だと結論を得た私が、めずらしくマイナーコードで一気に書き上げたこの曲を、のちに自分も歌い、今のようにスタンダードな存在になっていくと夢にも思いませんでした。明菜ちゃんからの依頼がなければ書けなかった歌です。—竹内まりや

## 収録アルバム（中森明菜版）
- 『CRIMSON』（1986年）
- 『BEST III』（1992年）
- 『Akina Nakamori〜歌姫ダブル・ディケイド』（2002年） - 再録
- 『バラード・ベスト 〜25th Anniversary Selection〜』（2007年） - 2002年の再録版を収録
- 『Mariya's Songbook』（2013年） - 『CRIMSON』版を収録

## 竹内まりやのセルフカバー
竹内まりやの歌唱による「駅」は、他アーティストへの提供曲などを基調にしたアルバム『REQUEST』にセルフカバーとして収録され、1987年11月28日にMOON RECORDSからシングル発売された。このシングルは、テレビ朝日系『素敵にドキュメント』の主題歌である「AFTER YEARS」との両A面となっている。
竹内は当初、マイナーメロディーの歌謡曲風の「駅」を自身で歌うことを躊躇していたが、山下達郎はこの曲が「イタリア風」に聞えたため自身の手でぜひ編曲したいと竹内を説得し、レコーディングが実現した。レコーディングの際、山下は竹内に「明るく聞こえる声質だからつまらないと思って歌ってくれ」と注文していたという。セルフカバーの「駅」は有線放送のリクエストで第1位になるなど、多くの支持を得る楽曲となった。
1991年に映画『グッバイ・ママ』の主題歌に使用され、同年には再発盤もリリースされた。オリジナル盤との合算で13.2万枚のセールスを記録している。同映画の終盤には、竹内がエキストラとして数秒出演している。
ヒット曲となった「駅」は竹内の代表曲のひとつとなり、2008年に竹内の公式HPで行われた楽曲のファン投票で第1位となった。
竹内はラジオで星屑スキャットのカバーを流した際、絶賛するコメントをした。

### シングル収録曲
| 全作詞・作曲: 竹内まりや、全編曲: 山下達郎。 |                 |            |            |      |
| #                                            | タイトル        | 作詞       | 作曲・編曲 | 時間 |
| A.                                           | 「AFTER YEARS」 | 竹内まりや | 竹内まりや | 3:33 |
| A.                                           | 「駅」          | 竹内まりや | 竹内まりや | 4:57 |
| 合計時間:                                    | 合計時間:       | 8:30       |            |      |

| 全作詞・作曲: 竹内まりや、全編曲: 山下達郎。 |                                         |            |            |      |
| #                                            | タイトル                                | 作詞       | 作曲・編曲 | 時間 |
| A.                                           | 「駅」                                  | 竹内まりや | 竹内まりや | 4:57 |
| A.                                           | 「駅（オリジナル・カラオケ）」          | 竹内まりや | 竹内まりや | 4:57 |
| B.                                           | 「AFTER YEARS」                         | 竹内まりや | 竹内まりや | 3:33 |
| B.                                           | 「AFTER YEARS（オリジナル・カラオケ）」 | 竹内まりや | 竹内まりや | 3:33 |
| 合計時間:                                    | 合計時間:                               | 17:00      |            |      |

### 収録アルバム（竹内まりや版）
- 『REQUEST』（1987年）
- 『Impressions』（1994年）
- 『Souvenir〜Mariya Takeuchi Live』（2000年） - ライブ音源で収録。
- 『Expressions』（2008年）

## 中森版と竹内版を巡って
中森は、竹内から送られた「駅」のデモ音源を聞き、「これってデモなの? もう完璧じゃない。これ以上のものって、何かあるの?」「私なんかが歌うよりも上手い」と、その完成度に感服した。中森の『CRIMSON』のディレクターを務めた藤倉克巳も、竹内のデモ音源が「そのままシングル発売もできる」ほどのクオリティであったとしており、中森の楽曲解釈に対し「まりやさんを超えるものはできないと思いつつも、アーティストである以上、真似をしてまで歌いたくないということだったと思います」「まりやさんとは違う世界を作りたいとしている明菜の心情は大切にしたかった」と振り返っている。
山下達郎は『CRIMSON』を聴き、中森の楽曲の解釈に対して憤りを覚え、それをきっかけに山下が自身の手でアレンジしたいと思い、「駅」のセルフカバーをしてみたらどうかと竹内に勧めた経緯があるという。竹内のベスト・アルバム『Impressions』の山下によるライナーノーツで「そのアイドル・シンガーがこの曲に対して示した解釈のひどさに、かなり憤慨していた事もあって」とその経緯が語られている。当該部分では個人名は伏せられている。
また前述の竹内の解説から、中森版は竹内自身とスタッフが中森のイメージに沿った解釈で制作したのに対し、聴き手としての山下が新たな解釈を提示したものといえる。なお、山下はその後の中森の『Akina Nakamori〜歌姫ダブル・ディケイド』での再録版（編曲：千住明）については特に言及していないほか、『REQUEST』30周年リマスター版の解説では、中森の実名を出した上でコメントを掲載しているが、否定的な見解を示していない。

## その他のカバー・バージョン
- 1987年、アニタ・ムイ「裝飾的眼淚」（広東語歌詞，アルバム『似火探戈』）
- 1988年、アニタ・ムイ「冬眠的愛情」（中国語歌詞，アルバム『百變梅艷芳之烈焰紅唇』）
- 1992年、石川さゆり（アルバム『特選集 石川さゆり/春夏秋秋』）
- 1991年、美川憲一（アルバム『GOLDEN PARADISE』）
- 1998年、中澤ゆうこ（アルバム『中澤ゆうこ 第一章』）
- 2002年、リチャード・マークス（アルバム『Sincerely...〜Mariya Takeuchi Songbook〜』）
- 2005年、徳永英明（アルバム『VOCALIST』）
- 2006年、弘田三枝子（アルバム『HIROTA MIEKO JAZZ COLLECTION』、『My Tapestry』）
- 2007年、中西保志（アルバム『STANDARDS 2』）
- 2008年、甲斐よしひろ（アルバム『TEN STORIES 2』）
- 2008年、森山良子（アルバム『春夏秋冬』）
- 2008年、マルシア（アルバム『エンカのチカラ -SONG IS LOVE 80's&90's-』）
- 2009年、大橋純子（アルバム『TERRA2』）
- 2009年、布施明（アルバム『Ballade II』）
- 2009年、マーティ・フリードマン（アルバム『TOKYO JUKEBOX』　インストルメンタル）
- 2010年、岩崎宏美（アルバム『Dear Friends V』）
- 2012年、山本あき（アルバム『あきがたりII』）
- 2014年、ジェニファー（アルバム『COVER 80's』収録）
- 2014年、Tiara（アルバム『Lady ～Tiara Love Song Covers～』）
- 2015年、松崎しげる（アルバム『私の歌〜リスペクト〜』）
- 2016年、JUJU（アルバム『スナックJUJU 〜夜のRequest〜』）
- 2018年、藤澤ノリマサ（アルバム『ポップオペラ名曲アルバム』）
- 2019年、島津亜矢（アルバム『SINGER 6』）
- 2020年、Ms.OOJA（アルバム『流しのOOJA 〜VINTAGE SONG COVERS〜』）
- 2021年、中澤卓也（アルバム『繋ぐ Vol.3 ～カバー・ソングス III Elements』）
- 2022年、麻倉未稀（アルバム『人生はドラマ これからも続く私のヒーロー物語』）
- 2022年、星屑スキャット（シングル）
- 2023年、浦田直也（シングル）
- 2025年、雨宮天（アルバム『COVERSⅢ -Sora Amamiya favorite songs-』）

## 参考資料
- 『Impressions』（ライナーノーツ）竹内まりや、MOON RECORDS/ワーナーミュージック・ジャパン、1994年7月。AMCM 4200。
- 『Expressions』（ライナーノーツ）竹内まりや、MOON RECORDS/ワーナーミュージック・ジャパン、2008年10月。WPCL 10615,10616,10617。
- 『REQUEST 30th Anniversary Edition』（ライナーノーツ）竹内まりや、MOON RECORDS、2017年11月。WPCL 12756。 – 初盤は1987年8月
- 『BEST III』（ライナーノーツ）中森明菜、ワーナーミュージック・ジャパン、1992年11月。WPCL 711。
- 『CRIMSON』（ライナーノーツ）中森明菜、ワーナー・パイオニア、2014年1月。WPCL 11731。 – 初盤は1986年12月